# Société Bic
Société Bic SA, thường được gọi đơn giản là Bic và được cách điệu là BiC, là một công ty có trụ sở tại Clichy, Pháp, nổi tiếng với việc sản xuất các sản phẩm tiêu dùng dùng một lần như bật lửa, dao cạo râu, bút và các sản phẩm giấy in. Nó được thành lập vào năm 1945 bởi Nam tước Marcel Bich.

## Các sản phẩm

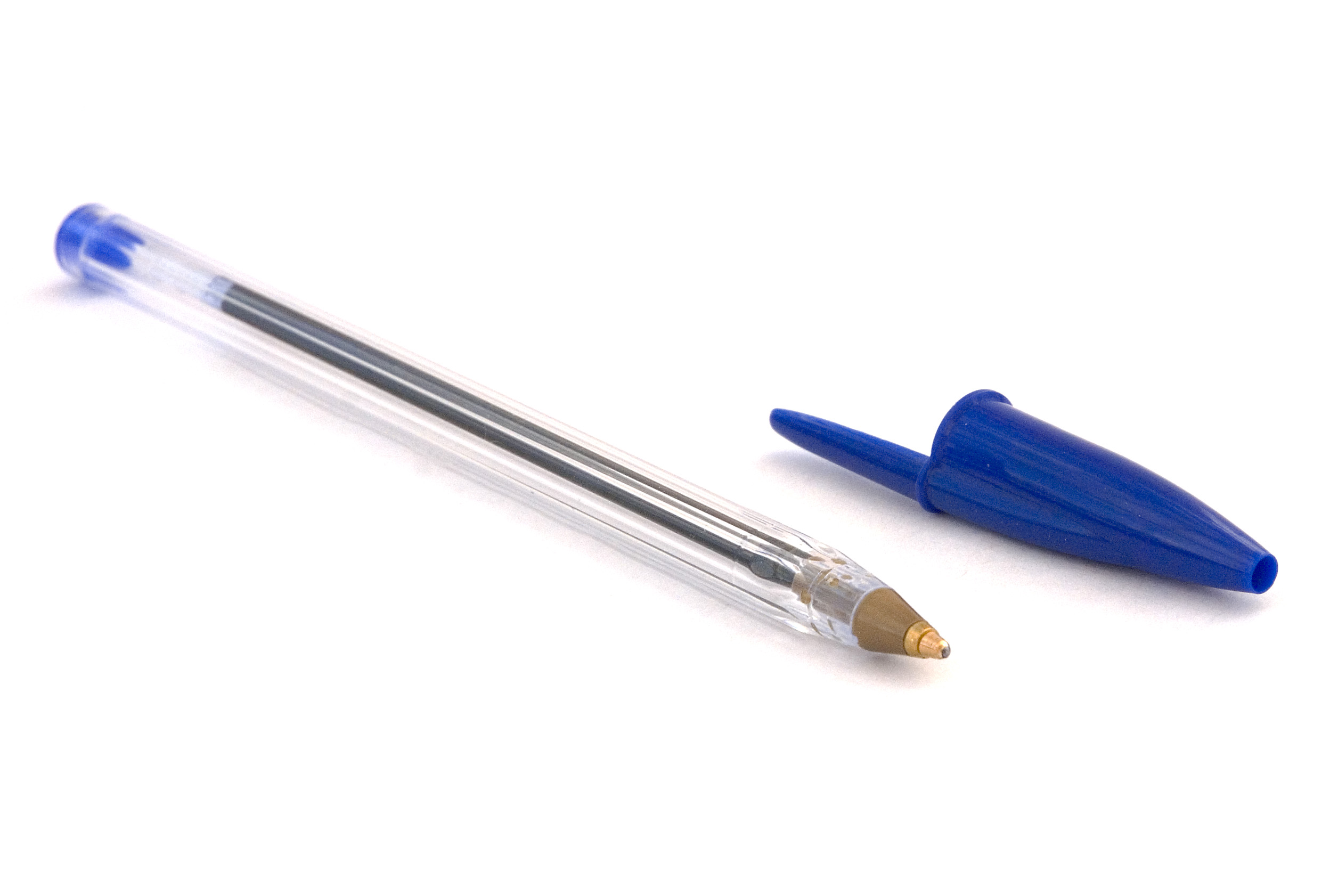
Bút Bic Cristal

Năm 1970, Gillette đã mua ST Dupont Paris, với sản phẩm chính là bật lửa thuốc lá xa xỉ. Trong thời gian này, Dupont đã khám phá các khả năng tiếp thị một chiếc bật lửa dùng một lần, phát triển một chiếc bật lửa dùng một lần rẻ tiền có tên là Cricket, được giới thiệu ở Hoa Kỳ vào năm 1972. Cuối năm đó, bic đã thử nghiệm tiếp thị một chiếc bật lửa dùng một lần có thể cung cấp 3.000 đèn trước khi sử dụng; Bic giới thiệu chiếc bật lửa này vào năm 1973. Điển hình là chiếc bật lửa rẻ nhất trên thị trường, chiếc bật lửa dùng một lần Bic cực kỳ phổ biến và vẫn còn tồn tại cho đến ngày nay.

Cũng như bút bi Bic Cristal, Bic dễ dàng nhận ra do tầm quan trọng của chúng trong văn hóa đại chúng. Nhờ điều này, chúng được lưu trữ lại trong bộ sưu tập các thiết kế kinh điển của Bảo tàng Nghệ thuật Hiện đại ở New York. Công ty cạnh tranh ở hầu hết các thị trường với các đối thủ Faber-Castell, Gillette, Newell Rubber Groom, Pentel và Schwan-Stabilo. Bút Bic, cụ thể hơn là Bic Cristal, là sản phẩm đầu tiên của công ty. 

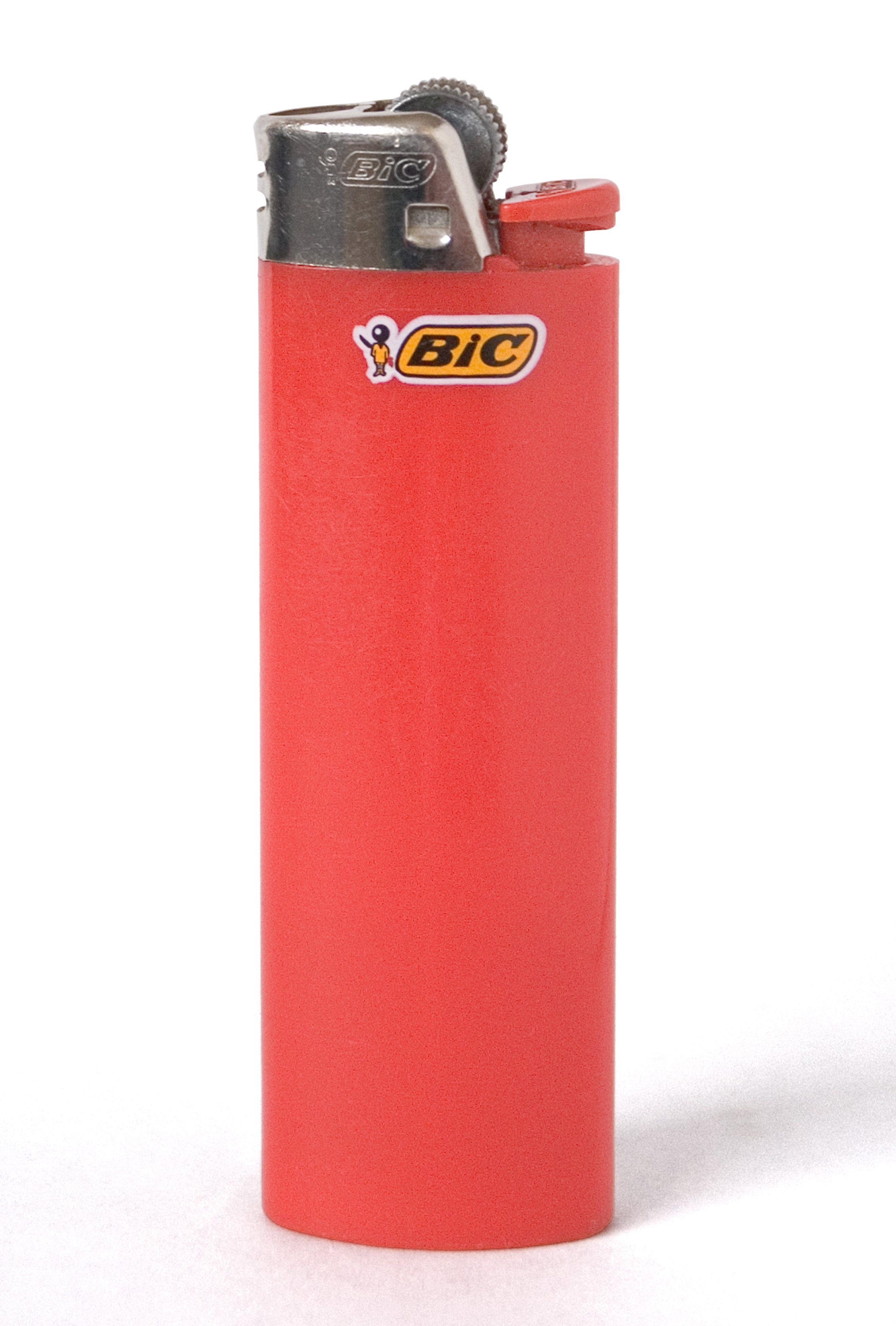
Bật lửa Bic

Bic bắt đầu sản xuất dao cạo dùng một lần trong những năm 1970. Năm 1975, thương hiệu đã phát hành dao cạo polystyrene một mảnh, trở thành một sản phẩm có nhu cầu cao. Trong những năm 1980, các sản phẩm cạo râu đạt doanh thu 52 triệu đô la và chinh phục 22,4% thị phần. Bic cũng được biết đến với việc chế tạo dao cạo dùng một lần cho cả nam và nữ.